# Coppa Sabatini
La Coppa Sabatini - Gran Premio Città di Peccioli è una corsa in linea maschile di ciclismo su strada che si svolge ogni autunno nella città di Peccioli, in Italia. È inclusa nel calendario UCI ProSeries come prova di classe 1.Pro.

## Storia
La gara si corre a partire dal 1952, quando gli sportivi della cittadina di Peccioli (provincia di Pisa) vollero dedicare una gara alla memoria di Giuseppe Sabatini, corridore pecciolese nato nel 1915, professionista dal 1935 al 1940 e che morì prematuramente all'età di 36 anni, nel 1951. Fino al 1958 la prova fu riservata a dilettanti e indipendenti; dal 1959 è aperta ai professionisti. 
Storicamente si svolge tra metà settembre e inizio ottobre, risultando quindi una delle classiche autunnali del calendario italiano. Dal 2005 al 2019 è stata inclusa nel calendario dell'UCI Europe Tour come prova di classe 1.1; dal 2020 fa parte del calendario dell'UCI ProSeries come prova di classe 1.Pro.

## Percorso
La corsa si svolge nei dintorni di Peccioli, che ospita partenza e arrivo. Al 2022 sono previsti un tratto in linea, con andata a Lajatico e ritorno, e due circuiti, uno di 24,78 km tra Peccioli, Montefoscoli e Terricciola, e uno più breve, di 12,27 km, intorno a Peccioli; il chilometraggio complessivo è di 198,93 km.

## Albo d'oro
Aggiornato all'edizione 2024.
| Anno | Vincitore                | Secondo                | Terzo                 |
| ---- | ------------------------ | ---------------------- | --------------------- |
| 1952 | Primo Volpi              | Enzo Nannini           | Rino Angelini         |
| 1953 | Primo Volpi              | Odino Bardarelli       | Dante Rivola          |
| 1954 | Rino Benedetti           | Bruno Landi            | Bruno Tognaccini      |
| 1955 | Angelo Miserocchi        | Luciano Morini         | Giuseppe Pintarelli   |
| 1956 | Idrio Bui                | Guido Carlesi          | Lino Grassi           |
| 1957 | Gianbattista Gabelli     | Giacomo Fini           | Vinicio Marsili       |
| 1958 | Giuseppe Pardini         | Vinicio Marsili        | Franco Boschi         |
| 1959 | Rino Benedetti           | Giuseppe Fallarini     | Graziano Battistini   |
| 1960 | Graziano Battistini      | Cleto Maule            | Armando Casodi        |
| 1961 | Dino Bruni               | Giuseppe Pardini       | Jos Hoevenaars        |
| 1962 | Alfredo Sabbadin         | Ercole Baldini         | Luigi Maserati        |
| 1963 | Dino Bruni               | Bruno Mealli           | Walter Leto           |
| 1964 | Italo Zilioli            | Graziano Battistini    | Franco Bitossi        |
| 1965 | Luciano Armani           | Graziano Battistini    | Ugo Colombo           |
| 1966 | Franco Bitossi           | Luciano Armani         | Tommaso De Prà        |
| 1967 | Michele Dancelli         | Franco Bitossi         | Luciano Armani        |
| 1968 | Franco Bitossi           | Wladimiro Panizza      | Renato Laghi          |
| 1969 | Romano Tumellero         | Gianfranco Bianchin    | Franco Mori           |
| 1970 | Gösta Pettersson         | Patrick Sercu          | Mauro Simonetti       |
| 1971 | Roberto Poggiali         | Adriano Amici          | Donato Giuliani       |
| 1972 | Antoon Houbrechts        | Albert Van Vlierberghe | Enrico Maggioni       |
| 1973 | Mauro Simonetti          | Roger De Vlaeminck     | Franco Bitossi        |
| 1974 | Wilmo Francioni          | Donato Giuliani        | Franco Bitossi        |
| 1975 | Giovanni Battaglin       | Celestino Vercelli     | Pierino Gavazzi       |
| 1976 | Piero Spinelli           | Giacinto Santambrogio  | Wilmo Francioni       |
| 1977 | non organizzata          | non organizzata        | non organizzata       |
| 1978 | Francesco Moser          | Giuseppe Saronni       | Franco Bitossi        |
| 1979 | Leonardo Mazzantini      | Graziano Salvietti     | Carmelo Barone        |
| 1980 | Gianbattista Baronchelli | Giuseppe Saronni       | Francesco Moser       |
| 1981 | Claudio Bortolotto       | Giancarlo Casiraghi    | Alessandro Paganessi  |
| 1982 | Giuseppe Saronni         | Pierino Gavazzi        | Francesco Moser       |
| 1983 | Moreno Argentin          | Davide Cassani         | Marino Lejarreta      |
| 1984 | Silvano Contini          | Pierino Gavazzi        | Claudio Corti         |
| 1985 | Marino Amadori           | Acácio da Silva        | Marino Lejarreta      |
| 1986 | Jean-François Bernard    | Janusz Kuum            | Marco Giovannetti     |
| 1987 | Gianni Bugno             | Pierino Gavazzi        | Walter Magnago        |
| 1988 | Claudio Corti            | Laurent Bezault        | Marco Votolo          |
| 1989 | Maurizio Fondriest       | Antonio Fanelli        | Jürg Bruggmann        |
| 1990 | Moreno Argentin          | Andreas Kappes         | Maurizio Fondriest    |
| 1991 | Franco Chioccioli        | Stefano Colagè         | Franco Ballerini      |
| 1992 | Stefano Zanini           | Andrei Tchmil          | Simone Biasci         |
| 1993 | Claudio Chiappucci       | Giorgio Furlan         | Pëtr Ugrjumov         |
| 1994 | Maurizio Fondriest       | Francesco Casagrande   | Claudio Chiappucci    |
| 1995 | Davide Cassani           | Alessio Di Basco       | Stefano Colagè        |
| 1996 | Bjarne Riis              | Gianni Faresin         | Claudio Chiappucci    |
| 1997 | Andrea Tafi              | Alessandro Bertolini   | Davide Rebellin       |
| 1998 | Emmanuel Magnien         | Michele Bartoli        | Davide Rebellin       |
| 1999 | Dmitrij Konyšev          | Marco Serpellini       | Mauro Zanetti         |
| 2000 | Andrei Tchmil            | Gianni Faresin         | Sergio Barbero        |
| 2001 | Dmitrij Konyšev          | Serge Baguet           | Paolo Bettini         |
| 2002 | Paolo Bettini            | Andrea Ferrigato       | Ruggero Marzoli       |
| 2003 | Paolo Bossoni            | Luca Paolini           | Mirko Celestino       |
| 2004 | Jan Ullrich              | Franco Pellizotti      | Michael Boogerd       |
| 2005 | Alessandro Bertolini     | Rinaldo Nocentini      | Mirko Celestino       |
| 2006 | Giovanni Visconti        | Ruggero Marzoli        | Enrico Gasparotto     |
| 2007 | Giovanni Visconti        | Fränk Schleck          | Mychajlo Chalilov     |
| 2008 | Mychajlo Chalilov        | Filippo Pozzato        | Stefano Garzelli      |
| 2009 | Philippe Gilbert         | Giovanni Visconti      | Leonardo Bertagnolli  |
| 2010 | Riccardo Riccò           | Marco Marcato          | Leonardo Bertagnolli  |
| 2011 | Enrico Battaglin         | Davide Rebellin        | Daniel Moreno         |
| 2012 | Fabio Duarte             | Miguel Ángel Rubiano   | Matteo Rabottini      |
| 2013 | Diego Ulissi             | Andrea Pasqualon       | Davide Villella       |
| 2014 | Sonny Colbrelli          | Mauro Finetto          | Franco Pellizotti     |
| 2015 | Eduard Prades            | Steven Lammertink      | Mauro Finetto         |
| 2016 | Sonny Colbrelli          | Andrea Pasqualon       | Carlos Barbero        |
| 2017 | Andrea Pasqualon         | Sonny Colbrelli        | Francesco Gavazzi     |
| 2018 | Juan José Lobato         | Sonny Colbrelli        | Gianni Moscon         |
| 2019 | Aleksej Lucenko          | Sonny Colbrelli        | Simone Velasco        |
| 2020 | Dion Smith               | Andrea Pasqualon       | Aleksandr Riabushenko |
| 2021 | Michael Valgren          | Sonny Colbrelli        | Mathieu Burgaudeau    |
| 2022 | Daniel Martínez          | Odd Christian Eiking   | Guillaume Martin      |
| 2023 | Marc Hirschi             | Pavel Sivakov          | Tadej Pogačar         |
| 2024 | Marc Hirschi             | Gregor Mühlberger      | Anders Foldager       |

## Statistiche

### Vittorie per nazione
| Pos. | Nazione                                           | Vittorie |
| ---- | ------------------------------------------------- | -------- |
| 1    | Italia                                            | 52       |
| 2    | Belgio                                            | 3        |
| 3    | Francia Russia Spagna Danimarca Colombia Svizzera | 2        |
| 8    | Germania Kazakistan Nuova Zelanda Svezia Ucraina  | 1        |